# ۵۲۲ (میلادی)
۵۲۲ (میلادی) پانصد و بیست و دومین سال تقویم میلادی است.

## درگذشتگان
‎